# بافتی‌کردن (علوم رایانه)
بافتی‌کردن (به انگلیسی: Contextualization) در علوم رایانه، فرایند شناسایی داده‌های مرتبط با یک موجودیت (مثل یک فرد، یا یک شهر) بر اساس اطلاعات بافت آن موجودیت است.

## تعریف
اطلاعات بافتی، اطلاعاتی دربارهٔ هر موجودیت است که از آن می‌توان برای کاهش مؤثر استدلال‌های لازم استفاده کرد (از طریق فیلتر کردن، تجمیع، یا استنباط)، تا از این طریق در محدوده یک کاربرد خاص، تصمیم‌گیری شود. بافتی‌کردن فرایند شناسایی داده مرتبط با یک موجودیت، بر اساس اطلاعات بافتی آن موجودیت است. بافتی‌کردن داده‌های غیرمرتبط را از توجه خارج می‌کند. بافتی‌کردن توانایی آن را دارد که داده را از چندین جنبه کاهش دهد، که شامل «اندازه»، «تندای»، و «گوناگونی» در برنامه‌های متمرکز در داده با مقیاس بزرگ است (یاوری و همکاران).

## استفاده
بافتی‌کردن این امکان را می‌دهد تا میزان داده را بر اساس علاقه از طرف برنامه‌کاربردی/سرویس ها/کاربرها کاهش دهد. بافتی‌کردن می‌تواند مقیاس‌پذیری و مؤثر بودن پردازش داده، پرسمان، و تحول را با حذف داده‌های غیرمرتبط بهبود دهد.
به عنوان مثال، ConTaaS در بافتی‌کردن داده‌ها در کاربردهای اینترنت اشیاء (IoT) کمک کننده است، و می‌تواند پردازش را برای کاربردهای IoT با مقیاس بزرگ، از جنبه‌های مختلف کلان داده (مثل «اندازه»، «تندای»، و «گوناگونی») بهبود دهد.

## مثال
در زمینه برنامه‌نویسی شیءگرا: اگر از بافتی‌کردن در موقع ساخت شیء استفاده شود، نیازی نیست تا همه پارامترهای مقداردهی ابتدایی را به سازنده کلاس بدهیم.
در زمینه مجازی‌سازی: پس از نمونه‌برداری از ماشین مجازی (VM) مقادیر ناشناخته یا پیش فرض را در زمان ساخت لوح زنده (معمولاً نام هاست، آدرس آی پی،ssh/authorized_keys)، از طریق بافتی‌کردن می‌توان تنظیم یا رونویسی کرد.